# 宁波大学医学院附属医院
宁波大学医学院附属医院是中国浙江省宁波市一所公立医院。医院原名宁波市第三医院，创立于1951年5月，1959年搬迁至现址，2023年与宁波市第一医院合并组建为宁波大学附属第一医院，现为外滩院区。

## 历史
1951年5月26日，建成宁波市工人诊疗所，当时位于海曙区药行街。
1952年，更名为宁波市工人医院。
1959年，医院迁至江北区人民路的现址并更名为宁波市江北医院。
1974年，更名为宁波市第三医院。
1992年，宁波籍香港商人陈廷骅捐资兴建新住院大楼并捐赠部分医疗设备。
2000年11月23日，宁波市第三医院正式改制为宁波大学医学院附属医院并挂牌:26、461。
2023年3月1日，与宁波市第一医院合并组建为宁波大学附属第一医院，原院区改为外滩院区。
2023年5月25日，外滩院区门诊楼发生火灾，但无人员伤亡。